# Emma Barton (actriz)
Emma Louise Barton (Portsmouth, Hampshire, 26 de julio de 1977) es una actriz inglesa, más conocida por interpretar a Honey Edwards-Mitchell en la serie EastEnders.

## Biografía
Es hija de David y Penelope Bamber-Barton.
Se entrenó en el "Guilford School of Acting" de donde se graduó en 1998.
Es buena amiga de los actores Perry Fenwick, Laurie Brett y Kellie Shirley.
En marzo de 2007, comenzó a salir con el actor Joel Beckett; sin embargo, la relación terminó en marzo de 2009. En mayo de 2009, comenzó a salir con el presentador inglés Stephen Mulhern, pero la relación terminó en noviembre de 2010.

## Carrera
En 2003 obtuvo un pequeño papel en la popular serie británica Spooks, donde dio vida a una agente del MI5. En 2004 apareció en el comercial para la televisión "The Perfume Squirt" de Lambrini. El 22 de noviembre de 2005, se unió al elenco principal de la serie EastEnders, donde dio vida a Susan "Honey" Edwards-Mitchell hasta el 2 de septiembre de 2008. Regresó a la serie brevemente, desde el 27 de mayo de 2014 hasta el 2 de junio del mismo año; finalmente regresó a la serie de forma permanente el 12 de noviembre de 2015.

## Filmografía

### Series de televisión
| Año                                | Título         | Personaje              | Notas                        |
| ---------------------------------- | -------------- | ---------------------- | ---------------------------- |
| 2005 - 2008, 2014, 2015 - presente | EastEnders     | Honey Edwards-Mitchell | 283 episodios                |
| 2013                               | You, Me & Them | Natalie                | episodio "The Funeral"       |
| 2013                               | Doctors        | Sue Maitliss           | episodio "Run for Your Life" |
| 2003                               | Spooks         | Oficial del MI5        | episodio # 2.1               |

### Películas
| Año  | Título            | Personaje | Notas                                                                                        |
| ---- | ----------------- | --------- | -------------------------------------------------------------------------------------------- |
| 2013 | Who Needs Enemies | Catherine | junto a Michael McKell, Ian Pirie, Tom Carey, Victoria Donovan, Nick Lavelle y Donna Preston |

### Documental
| Año  | Título         | Personaje  | Notas                    |
| ---- | -------------- | ---------- | ------------------------ |
| 2001 | Secret History | Bett Jones | episodio "Wartime Crime" |

### Apariciones
| Año  | Programa         | Notas              |
| ---- | ---------------- | ------------------ |
| 2015 | The Wright Stuff | panelista invitada |
| 2014 | Mastermind       | concursante        |

### Teatro
| Año         | Obra                   | Personaje      | Director (a) | Teatro                  | Notas                                                                |
| ----------- | ---------------------- | -------------- | ------------ | ----------------------- | -------------------------------------------------------------------- |
| 2015        | Jerry's Girls          | -              | -            | Jermyn Street Theatre   | junto a Ria Jones y Sarah Louise Young                               |
| 2014 - 2015 | One Man, Two Guvnors   | Dolly          | -            | -                       | junto a Gavin Spokes, Shaun Williamson, Jasmyn Banks y Alicia Davies |
| 2013 - 2014 | Jack and the Beanstalk | Jack           | -            | Hexagon Theatre         | junto a Dani Harmer, Ken Morley y Debbie McGee                       |
| 2012        | Doctor in the House    | Vera           | -            | -                       | -                                                                    |
| 2011 - 2012 | Annie                  | Lily St. Regis | -            | Quarry Theatre          | -                                                                    |
| 2010        | Jack and the Beanstalk | Jack           | -            | Devonshire Park Theatre | -                                                                    |
| 2009 - 2010 | Chicago                | Roxie Hart     | -            | Cambridge Theatre       | junto a Jimmy Osmond, Gary Wilmot y Vivien Carter                    |
| 2009        | Snow White             | -              | -            | Marlowe Theatre         | junto a Stephen Mulhern                                              |

## Premios y nominaciones
| Año  | Categoría                                                     | Premio             | Serie      | Resultado |
| ---- | ------------------------------------------------------------- | ------------------ | ---------- | --------- |
| 2007 | Best Storyline (junto a Perry Fenwick y Nicholas Hicks-Beach) | British Soap Award | EastEnders | Nominados |